# Benalder-Klasse
Die Containerschiffe der Benalder-Klasse wurden 1972/73 für die Reederei Ben Line Containers gebaut und zählten beim Bau zu den größten und schnellsten Frachtschiffen weltweit. Es waren Containerschiffe der dritten Generation. Zur Klasse gehörten die Benalder, die Benavon und die City of Edinburgh.

## Geschichte
Die Reedereien Ben Line und Ellerman Lines gründeten im März 1970 die Reederei Ben Line Containers um zusammen die gemeinsamen Containeraktivitäten nach Fernost zu bündeln. Die Benalder und die Benavon wurden von Ben Line Steamers geordert, Ellermann Lines bestellte die City of Edinburgh. Abgeliefert wurden die drei Schiffe zwischen Oktober 1972 und dem November 1973. Die Baureihe dieser Schiffsklasse bestand aus weiteren sieben Einheiten eines Schiffstyps der Howaldtswerke-Deutsche Werft in Hamburg und Kiel, die 1972 und 1973 in Dienst gestellt wurden. Das erste Schiff der Klasse war die 1972 abgelieferte Liverpool Bay der sechs Schiffe umfassenden Liverpool-Bay-Klasse. Die Korrigan der Reederei Messageries Maritimes zählte ebenfalls zu dieser Baureihe.
Ben Line Containers drei Schiffe der Benalder-Klasse, bedienten ab 1972 zusammen mit Associated Container Transportations ACT-Schiffen den neugegründeten gemeinsamen Europa-Asien-Dienst. Die Mehrzahl der anderen Schiffe des Typs fuhren ebenfalls auf der Fernoststrecke, allerdings für den konkurrierenden TRIO-Dienst. Einzig die ebenfalls für den TRIO-Dienst vorgesehene Korrigan wechselte noch vor Indienststellung zum ScanDutch-Konsortium. Ben Line ging 1991 mit Det Østasiatiske Kompagni (EAC), Kopenhagen zusammen, die alle drei Schiffe (die City of Edinburgh war inzwischen in Benarty umgetauft) noch bis 1992/93 weiterbeschäftigte und dann veräußerte.

### Restliche Karriere
Nach dem Ende des Pooleinsatzes bei der EAC im Jahre 1992/93 erfolgte der Verkauf an Maersk. Nach Umbenennung betrieb Maersk die Schiffe bis 1998. Danach wurden die Schiffe an die griechische Reederei Danaos veräußert, die sie weitere Jahre unter griechischer Flagge betrieb und nach Ablauf der Chartern 2001 an Abbrecher verkaufte.
Die Benavon wurde beispielsweise 1993 zuerst in Maersk Paris und noch im gleichen Jahr in Paris Maersk umgetauft, ab 1998 lief sie als Paris. Sie wurde ab dem 15. November 2001 in Jiangyin abgebrochen.
Die Benarty wurde ab 1993, nach dem Verkauf an Maersk, als Maersk Edinburgh weiterbetrieben, 1999 in Edinburgh umgetauft und erreichte schließlich im Mai 2002 das chinesische Xingang, wo sie verschrottet wurde.

## Die Schiffe
| Benalder-Klasse | Benalder-Klasse    | Benalder-Klasse | Benalder-Klasse  | Benalder-Klasse                                                                     |
| Bauname         | Bauwerft/Baunummer | IMO-Nummer      | Indienststellung | Umbenennungen und Verbleib                                                          |
| --------------- | ------------------ | --------------- | ---------------- | ----------------------------------------------------------------------------------- |
| Benalder        | HDW Kiel/ -        | 7214894         | 1972             | Maersk London, London Maersk, London, verschrottet                                  |
| Bernarty        | HDW Hamburg/ 57    | 7306312         | 1973             | Maersk Edinburgh, City of Edinburgh, Edinburgh Maersk, 2002 Abbruch in Xingang      |
| Benavon         | HDW Kiel/ -        | 7224758         |                  | Maersk Paris (1993) → Paris Maersk (1993) → Paris (1998) → 2001 Abbruch in Jiangyin |

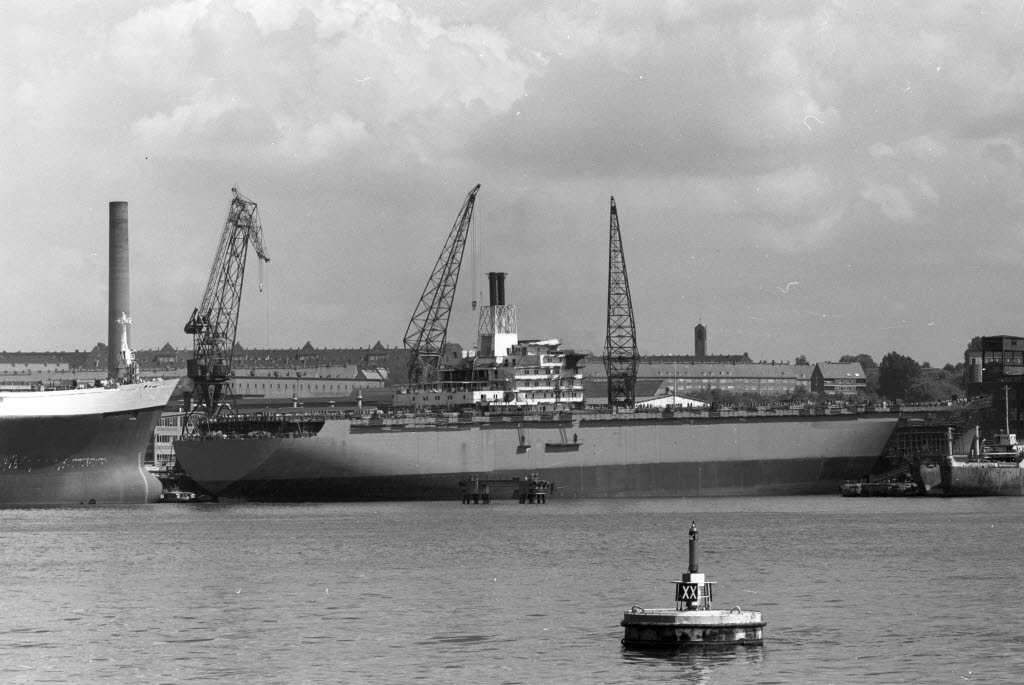
Die Benalder im Bau bei der HDW
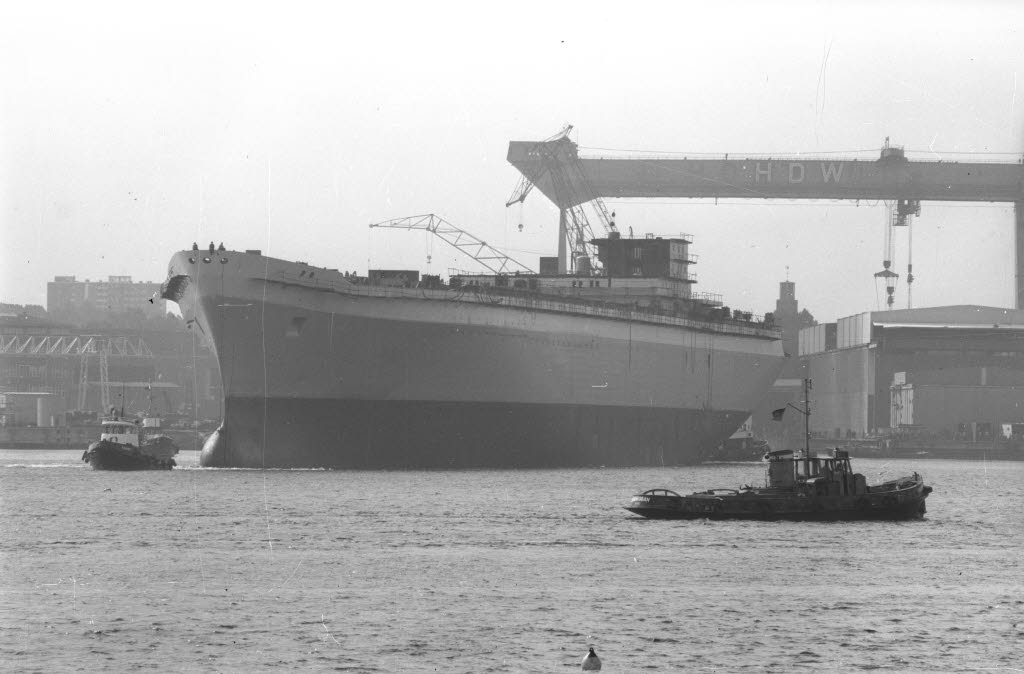
Die noch unfertige Benavon in Kiel
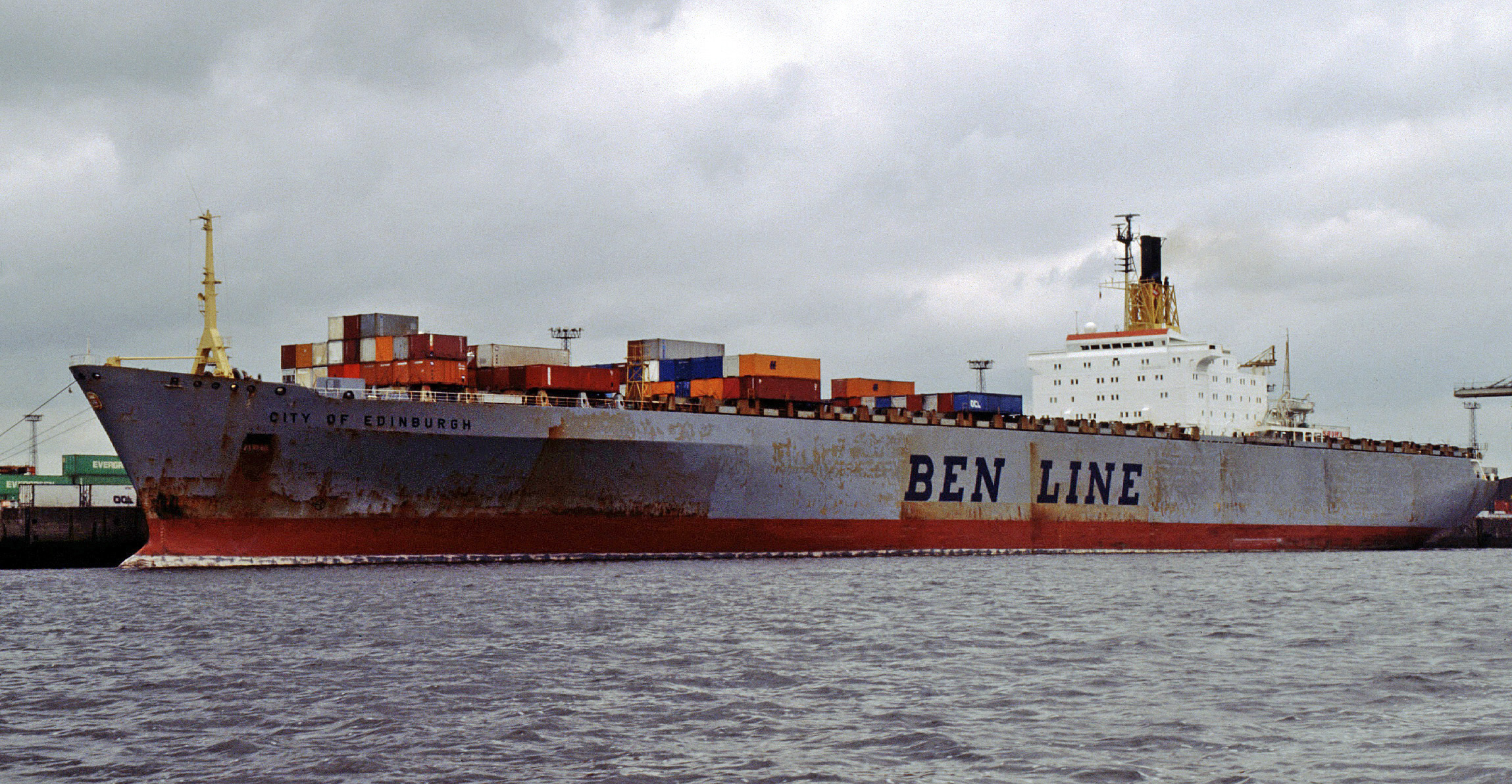
Die City of Edinburgh 1989 in Hamburg

## Technik
Der Schiffsentwurf aller Schwesterschiffe dieser Neubauserie ging auf die von Marshall Meek, dem Leitenden Schiffbauingenieur und Direktor der zur OCL gehörigen Konstruktionsabteilung Blue Funnel/Ocean Fleets, entworfenen Liverpool-Bay-Klasse zurück und basierte schiffbaulich auf den durch die Encounter-Bay-Klasse gewonnenen Erfahrungen. Die Zweischrauben-Turbinenschiffe mit Panamakanal-Abmessungen ohne Back mit Wulstbug und Spiegelheck gehörten zu den sogenannten offenen Schiffen, deren Laderaumöffnungen nicht viel Fläche an Deck für den oberen Festigkeitsverband lassen. Die Decksaufbauten und der Maschinenraum befanden sich zwischen dem sechsten und siebenten Laderaum. Die insgesamt acht Räume nahmen in Zellen 1086 20-Fuß-Container und 418 40-Fuß-Container auf. An Deck konnten weitere Lagen je 352 TEU gefahren werden. Angetrieben wurde der Schiffstyp von zwei Getriebeturbinen, die von je einem Foster-Wheeler-Kessel mit einer Dampfleistung von 145 Tonnen je Stunde versorgt wurden. Die Stromversorgung übernahmen zwei 1250-kW-Dieselgeneratoren sowie zwei 2500-kW-Turbogeneratoren. Außerdem befand sich an Bord ein 165-kW-Notstromaggregat. Zwei Bugstrahleinrichtungen mit je 1000 PS Leistung mit Verstellpropeller und eine Flossenstabilisierungsanlage trugen zur Verbesserung der Manövrierfähigkeit und zum besseren Seeverhalten des Schiffstyps bei.